# 溥芸
奉恩鎮國公溥芸（1850年5月19日—1902年4月），追封奉恩鎮國公載釗第三子，母博爾濟吉特氏，其父為成山，榮親王系第六代。
他在道光三十年四月（1850年）出生，同治五年十二月（合1867年）接替被廢的已過繼兄長溥楣成為榮親王第六代，但因為榮親王並非世襲罔替的爵位，因此他的封爵只是奉恩鎮國公。
光緒二十八年三月（1902年），他去世，虛齡五十三岁，由次子毓敏襲封榮親王系第七代，不過不再遞降，仍舊是奉恩鎮國公。